# AC Crema 1908
Associazione Calcio Crema 1908, zkráceně jen Crema je italský klub hrající v sezoně 2024/25 4. italskou fotbalovou ligu, sídlící ve městě Crema v regionu Lombardie.

## Změny názvu klubu
- 1908 – SG Edmondo De Amicis (Società Ginnastica Edmondo De Amicis)
- 1908/09 – SS Crema (Società Sportiva Cremasca)
- 1909/10 – 1934/35 – Crema FBC (Crema Foot-Ball Club)
- 1935/36 – 1993/94 – AC Crema (Associazione Calcio Crema)
- 1994/95 – AC Crema 1908 (Associazione Calcio Crema 1908)
- 1995/96 – 2001/02 – Crema FBC (Nuovo Crema Foot Ball Club)
- 2002/03 – 2006/07 – AC Crema (Associazione Calcio Crema)
- 2007/08 – 2016/17 – AC Crema 1908 ASD (Associazione Calcio Crema 1908 Associazione Sportiva Dilettantistica)
- 2017/18 – AC Crema 1908 SSD (Associazione Calcio Crema 1908 Società Sportiva Dilettantistica)

## Získané trofeje

### Vyhrané domácí soutěže
- 5. italská liga (1x)

2016/17

## Účast v ligách
| Úroveň soutěže | Název soutěže (nynější název) | První hraná sezona | Poslední hraná sezona | celkem odehraných sezon |
| -------------- | ----------------------------- | ------------------ | --------------------- | ----------------------- |
| 2              | Serie B                       | 1925/26            | 1947/48               | 3                       |
| 3              | Serie C                       | 1926/27            | 1951/52               | 22                      |
| 4              | Serie D                       | 1952/53            | 2024/25               | 23                      |
| 5              | Eccellenza                    | 1954/55            | 2016/17               | 21                      |

## Trenéři

### Známí trenéři v klubu
- Luigi Bonizzoni (1949–1950)
- Alessio Tacchinardi (2019)
- Andrea Dossena (2019–2021)